# Ваня Датский
«Ваня Датский» — советский кукольный (с натурой) мультипликационный фильм, снятый режиссёром Николаем Серебряковым на студии «Союзмультфильм» в 1974 году по сценарию Аркадия Снесарева по сказке Бориса Шергина.

## Сюжет
По сказке Бориса Шергина о мальчике-поморе, уплывшем за море и прожившем в чужих краях в довольстве и счастье до зрелых лет, но в итоге вернувшемся домой к матери, прождавшей его все эти долгие годы.
У волнующегося моря сидит женщина. Облокотившись на её колени, лежит сын-подросток. Отдохнув, они несут корзины с булками. На рыночной площади много людей. Женщина с сыном торгуют булками. На берег сходят иноземные моряки. У одного из них на плече сидит попугай. Глядя на перья попугая, мальчик мечтает о путешествиях и заморских землях. Мать обрывает эти мечтания. Мальчик смотрит на серебряную брошь капитана и снова пускается в мечтания. Мать снова обрывает их.
На корабле матери прощаются с другими мальчиками. Наш мальчик тайком пробирается на корабль. Мать успевает забрать сына до того, как опускаются паруса. В глазах матери, море — это огромное кладбище. Мать месит тесто в кадке, мальчик сидит у окна. Мальчик приходит к кораблям у пристани, любуется носовой фигурой. Капитан зовёт мальчика на борт, и тот поднимается туда по шатким сходням. Корабль отплывает, порвав причальный канат. Женщина на рынке спохватывается, что сына нет рядом, но корабль уже скрывается за горизонт. На борту мальчик скручивает канат в бухту и успевает увидеть на берегу печалящуюся мать. Мать, тоскуя, вспоминает сына в колыбели, потом чуть выросшим.
Маятник часов на фоне бушующего моря отмеряет время. Из-за горизонта появляется корабль. Его ведёт тот капитан. Мальчик рядом — пытается подержаться за рукоять штурвала. Мать продолжает печалиться, маятник — отмерять время. Вот мальчик у штурвала, но ему ещё помогает капитан. Вот мальчик уже один у штурвала. Вот мальчик вырос и превратился в мужчину. А мать всё ждёт его. Вот мужчина уже ведёт свой собственный корабль (у него другая носовая фигура) сквозь бушующее море. А мать всё переживает. Вот стихия отрывает мужчину от штурвала. А мать всё стоит на берегу. Вот мужчина лежит, выброшенный на берег. Вот его находит девушка. Вот они женятся. Мать месит тесто. Вот у пары появляется ребёнок, потом второй. Мать вспоминает, как сын вырубал топором колодезный сруб. Жена мужчины вытирает тарелки. Мужчина укладывает детей спать, укачивает их в большой кроватке. Детям снится волшебный лес. В лесу появляется мать мужчины, приведённая волшебным зверем. Дети пытаются приблизиться, но женщина разворачивается и скрывается из виду. Мужчина засыпает, сидя у детской кроватки. Ему снится заснеженная Родина, занесённый снегом дом, могила. Он держит в руках булку. Проснувшись, он сидит за столом у зажжённой лампы. В её свете ему видится мать, которая зовёт его к себе.
На рассвете мужчина начинает собираться в дорогу, складывает сундук. Жена и дети плачут. Мужчина, держа сундук под мышкой, обнимает жену, прощается. Вот он снова за штурвалом корабля. Высаживается он в родном городе. На полупустой рыночной площади у лотка с булками стоит его постаревшая мать. Он покупает булку, разворачивается и хочет уйти, но мать узнаёт в мужчине своего повзрослевшего пропавшего сына. Он встаёт перед ней на колени, и мать его обнимает. Мать стоит, держа за руки внуков. Втроём они смотрят на морской закат.

## Съёмочная группа
| Автор сценария               | Аркадий Снесарев |
| Режиссёр                     | Николай Серебряков |
| Художник-постановщик         | Алина Спешнева |
| Художник                     | Нина Виноградова |
| Художники-мультипликаторы    | Майя Бузинова, Наталия Дабижа |
| Куклы и декорации изготовили | Роман Гуров (руководитель), Владимир Аббакумов или В. Абакумов, Владимир Алисов, Андрей Барт, Павел Гусев, Лилианна Лютинская, Олег Масаинов, Г. Филипов или Галина Филиппова, Марина Чеснокова, Александр Ширчков |
| Оператор                     | Александр Жуковский |
| Монтажёр                     | Надежда Трещёва |
| Редактор                     | Наталья Абрамова |
| Композитор                   | Владимир Мартынов |
| Звукооператор                | Борис Фильчиков |
| Директор                     | Натан Битман |

## Технические данные
| Тип               | кукольный с натурой                              |
| Продолжительность | 16 минут 24 секунды                              |
| Киностудия        | «Союзмультфильм» (объединение кукольных фильмов) |
| Дата производства | 1974 год                                         |

## Награды
- 1975 — первая премия VIII Всесоюзного кинофестиваля в Кишинёве[4], в составе программы фильмов киностудии «Союзмультфильм»[1][14][15]

## Описание, отзывы и критика
По словам Ростислава Юренева, фильм Серебрякова «Ваня Датский» в 1975 году принимал участие в конкурсной программе XXV Западноберлинского международного кинофестиваля. По мнению Юренева, эта картина превосходна, у неё лаконичный и строгий, но трогательный сюжет, придающий настроение чистой, возвышенной печали. Кукольная мимика скупа, но тонка. Море — эмоционально ритмично. Впечатляют идеально подобранные этнографические детали одежды и декораций. Победе фильма, скорее всего, помешала мутность и блёклость привезённой на фестиваль копии плёнки.
По воспоминаниям Сергея Серебрякова, при работе над фильмом «Ваня Датский» перед художниками стояла задача визуализировать тоску, время, мечту, передать через кукол замыслы Шергина. Для этого куклам были сделаны маленькие, стеклянные, но вопрошающие, печалящиеся и решительные глаза.
По мнению Сергея Асенина, в фильме «Ваня Датский» Николаем Серебряковым продолжена очень важная для его творчества и очень близкая лично ему тема материнства, начатая им в фильме «Я жду птенца». Интересный и развёрнутый сюжет фильма «Ваня Датский» показывает конфликт между любовью матери и призванием и стремлением её сына к морской стихии. Художественное решение снов матери, её образа, видений героя, народная стилистика деревянных кукол, образ бегущего времени, придают фильму характер поэтической легенды.
По мнению Натальи Кривули, знаковая система художественных образов фильма «Ваня Датский» полностью скопирована из национального фольклора. Выбор тематики фильма был обусловлен характерным для того периода времени интересом к исчезающему крестьянскому фольклору. Одновременно Серебряков пытался решить волнующий его вопрос, социально-нравственный конфликт через призму образов классической сказки Шергина, рассматривающей сложные психологические переживания, духовные истории конкретных людей.
По мнению Геннадия Смолянова, для изобразительного решения сложных трепетных кукольных героев фильма «Ваня Датский» художники Серебряков и Спешнева нашли новые выразительные возможности. Получившаяся у них талантливая работа объёмной мультипликации стала популярной в стране.
По мнению Ирины Евтеевой, иконическая манера ведения повествования фильма «Ваня Датский» относит его к числу предвестников изменения концепции жанра мультипликационной притчи. Вместо голой идеи притч-парадоксов, как это делалось в мультфильмах шестидесятых годов, обыгрывается ещё и изобразительный типаж, уже имеющий свою, независимую от фильма художественную ценность. Характеры персонажей проявляются не столько через их собственные изображения, сколько через их взаимодействие с окружающей средой. Место карикатурных человечков заняли персонажи, ориентированные на культурный опыт зрителя, его ассоциативное восприятие.